# Fernando Martín Espíndola
Fernando Martín Espíndola (San Nicolás de los Arroyos, 24 de febrero de 2002) es un gimnasta de Nacionalidad Argentina. 
Obtuvo la medalla de plata en los Juegos Olímpicos de la Juventud de Buenos Aires 2018 en la disciplina Gimnasia artística. Además obtuvo la medalla plateada en salto y en el equipo masculino de all around en los Juegos Suramericanos de la Juventud de Santiago 2017.